# Józef Szlamka
Józef Szlamka (ur. 27 stycznia 1896 w Bochni) – chorąży Wojska Polskiego, działacz niepodległościowy, kawaler Orderu Virtuti Militari.

## Życiorys
Urodził się 27 stycznia 1896 w Bochni, ówczesnym mieście powiatowym Królestwa Galicji i Lodomerii, w rodzinie Piotra i Józefy ze Szramów. 10 września 1913 został członkiem Związek Strzeleckiego w rodzinnym mieście.
6 sierpnia 1914 wstąpił do Legionów Polskich. Walczył w szeregach 3 pułku piechoty, początkowo w 11 kompanii, a od 5 marca 1915 – 5 kompanii. Awansował na plutonowego, a następnie sierżanta. Był trzykrotnie ranny: 11 czerwca 1915 pod Zadobrówką, 10 listopada 1915 pod Berczaną i 17 czerwca 1916 pod Tumaniem. Za męstwo wykazane w walce pod Zadobrówką został w niepodległej Polsce odznaczony Orderem Virtuti Militari. 28 marca 1917 był wymieniony we wniosku o odznaczenie austriackim Krzyżem Wojskowym Karola. Po kryzysie przysięgowym (lipiec 1917) wstąpił do Polskiego Korpusu Posiłkowego i kontynuował służbę w 3 pułku piechoty. Po bitwie pod Rarańczą (15–16 lutego 1918) i połączeniu II Brygady Legionów Polskich z II Korpusem Polskim w Rosji służył w 15 pułku strzelców polskich. Wyróżnił się 11 maja 1918 w bitwie pod Kaniowem, w której dowodził plutonem 5 kompanii. 16 maja 1918 zbiegł z niewoli niemieckiej i wstąpił do Polskiej Organizacji Wojskowej w Żytomierzu. W czasie podrózy do Francji dostał się do niewoli bolszewickiej, z której uciekł do Polski.
Od listopada 1918 walczył w obronie Lwowa w szeregach 15 kompanii 4 pułku piechoty Legionów. W tym czasie został awansowany na starszego sierżanta. 27 kwietnia 1919 zachorował i został skierowany do szpitala. 14 maja tego roku został przydzielony do Okręgowej Komendy Transportów Wojskowych Warszawa. 13 lutego 1920 został przeniesiony do 3 pułku piechoty Legionów. Dowodził plutonem 7 kompanii i awansował na chorążego. 15 czerwca 1922 został zwolniony do rezerwy.
W ramach osadnictwa wojskowego otrzymał działkę o powierzchni 16 ha w osadzie wojskowej Józefówka, w gminie Hornica powiatu grodzieńskiego (poczta Kopciówka). Po zwolnieniu z wojska prowadził gospodarstwo rolne i honorowo pełnił funkcję dowódcy kompanii Związku Strzeleckiego. 1 marca 1930 został ponownie przyjęty do Wojska Polskiego w stopniu chorążego i przydzielony do 81 pułku piechoty w Grodnie.
Był żonaty z Marią (ur. 1911), z którą miał czworo dzieci: Krystynę (ur. 1933), Józefa (ur. 1935), Janinę (ur. 1937) i Barbarę Lucynę (ur. 4 grudnia 1943 w Teheranie). W 1944 żona z dziećmi przebywała w Kolhapur, w południowo-zachodnich Indiach. 29 listopada 1947 Maria z dziećmi przypłynęła z Bombaju do Liverpoolu.

## Ordery i odznaczenia
- Krzyż Srebrny Orderu Wojskowego Virtuti Militari nr 7420 – 17 maja 1922[8][1][9][10][11][12]
- Krzyż Niepodległości – 6 czerwca 1931 „za pracę w dziele odzyskania niepodległości”[13][14][15][16]
- Krzyż Walecznych czterokrotnie[1][17] (po raz pierwszy „w zamian za Krzyż Kaniowski”[18], po raz pierwszy, drugi, trzeci i czwarty „za czyny orężne w bojach b. 3 pp Leg. Pol.”[19])
- Medal Pamiątkowy za Wojnę 1918–1921[1]
- Medal Dziesięciolecia Odzyskanej Niepodległości[1]
- Krzyż Kaniowski[1]
- Odznaka za Rany i Kontuzje z trzema gwiazdkami
- Odznaka pamiątkowa II Brygady Legionów Polskich[1][2]
- Odznaka pamiątkowa „Orlęta”[2]
- Odznaka pamiątkowa 81 pułku piechoty[1]
- Medal Zwycięstwa[1]
- Srebrny Medal Waleczności 2 klasy – 1915[20][21]